# Pamela Gidley
Pamela Catherine Gidley (Methuen, 11 juni 1965 – Seabrook, 16 april 2018) was een Amerikaanse actrice en model.

## Biografie
Gidley werd geboren op 11 juni 1965 in  Methuen (Massachusetts) en groeide op in Salem (New Hampshire). In 1985 won ze een modellenwedstrijd in Sydney. Ze volgde een acteeropleiding bij Stella Adler aan de New York Academy of Dramatic Art. Uiteindelijk verhuisde ze naar Los Angeles om een acteercarrière na te streven.
Ze maakte haar acteerdebuut in de film Thrashin' uit 1986 en speelde vervolgens in een groot aantal films in de jaren tachtig en negentig.
Op televisie had ze gastrollen in MacGyver. Crime Story en The Closer. Ze had een terugkerende rol in Tour of Duty, The Pretender, CSI: Crime Scene Investigation en Skin en ze behoorde tot de vast cast van de series Angel Street en Strange Luck.
Gidley was van 2005 tot 2008 getrouwd met stuntman James Lew. Ze overleed op 16 april 2018 in Seabrook (New Hampshire) op 52-jarige leeftijd, een doodsoorzaak werd niet meegedeeld.